# Zygothrica desallei
Zygothrica desallei är en tvåvingeart som beskrevs av O'grady 2002. Zygothrica desallei ingår i släktet Zygothrica och familjen daggflugor.
Artens utbredningsområde är Ecuador. Inga underarter finns listade i Catalogue of Life.